# エードラー

エードラーが被るコロネット

エードラー（独: Edler）は、ドイツ帝国、オーストリア＝ハンガリー帝国において存在した爵位である。免状貴族と訳されることもある。イギリスのナイトや準男爵に似た地位だが、ナイトがあくまでも勲位であって世襲できず準男爵が正式な貴族とは扱われていないのに対し、エードラーは世襲の爵位で姓の前に貴族であることを示す「フォン」を名乗ることが出来た。

## 歴史
エードラーの語源はドイツ語で「高貴な」を意味する「Edel」である。中世ヨーロッパの封建制では領主の下で仕える家臣団がいたが、その家臣たちに仕えて小規模な領地を有する人々のことであった。近世になるにつれて、エードラーは土地から切り離され、国家や皇帝のために働いた金融業者、官吏、軍人たちに与えられる爵位となった（土地を持たない場合、エードラー・フォン・「従来の姓」と名乗る）。しかしイザーク・レーフ・ホーフマン・フォン・ホーフマンスタールのように、地名風の姓を新たに名乗る場合もあった。1919年、オーストリア＝ハンガリー帝国の第一次世界大戦敗戦により、オーストリアではあらゆる爵位や貴族を意味する「von」が法的に無効なものとなったが、オーストリア貴族たちはそれに変えてエードラーを洗礼名の中に組み込むことで自らの家系が貴族であることを示すようになった。

## 著名なエードラーの人々
- レオポルト・アウエンブルッガー（医師）
- ゲオルク・クリスティアン・エーダー（植物学者）
- フリードリヒ・フォン・ゴットル＝オットリリエンフェルト（経済学者）
- クルト・シュシュニック（政治家、オーストリア首相）
- エルンスト・フォン・シューフ（指揮者）
- フリードリーン・フォン・ゼンガー・ウント・エッターリン（第二次世界大戦時のドイツ軍将軍）
- アレクサンダー・エドラー・フォン・ダニエルス（第二次世界大戦時のドイツ軍将軍）
- ヴァルデマール・フォン・バウスネルン（作曲家）
- フーゴー・フォン・ホーフマンスタール（作家）
- ルートヴィヒ・フォン・ミーゼス（経済学者）
- ロベルト・ムージル（作家）
- テオドール・エードラー・フォン・レルヒ（オーストリア＝ハンガリー帝国陸軍将校、日本にスキーを伝えた）
- フェリックス・ワインガルトナー（作曲家・指揮者）